# Kluis van Reinrode

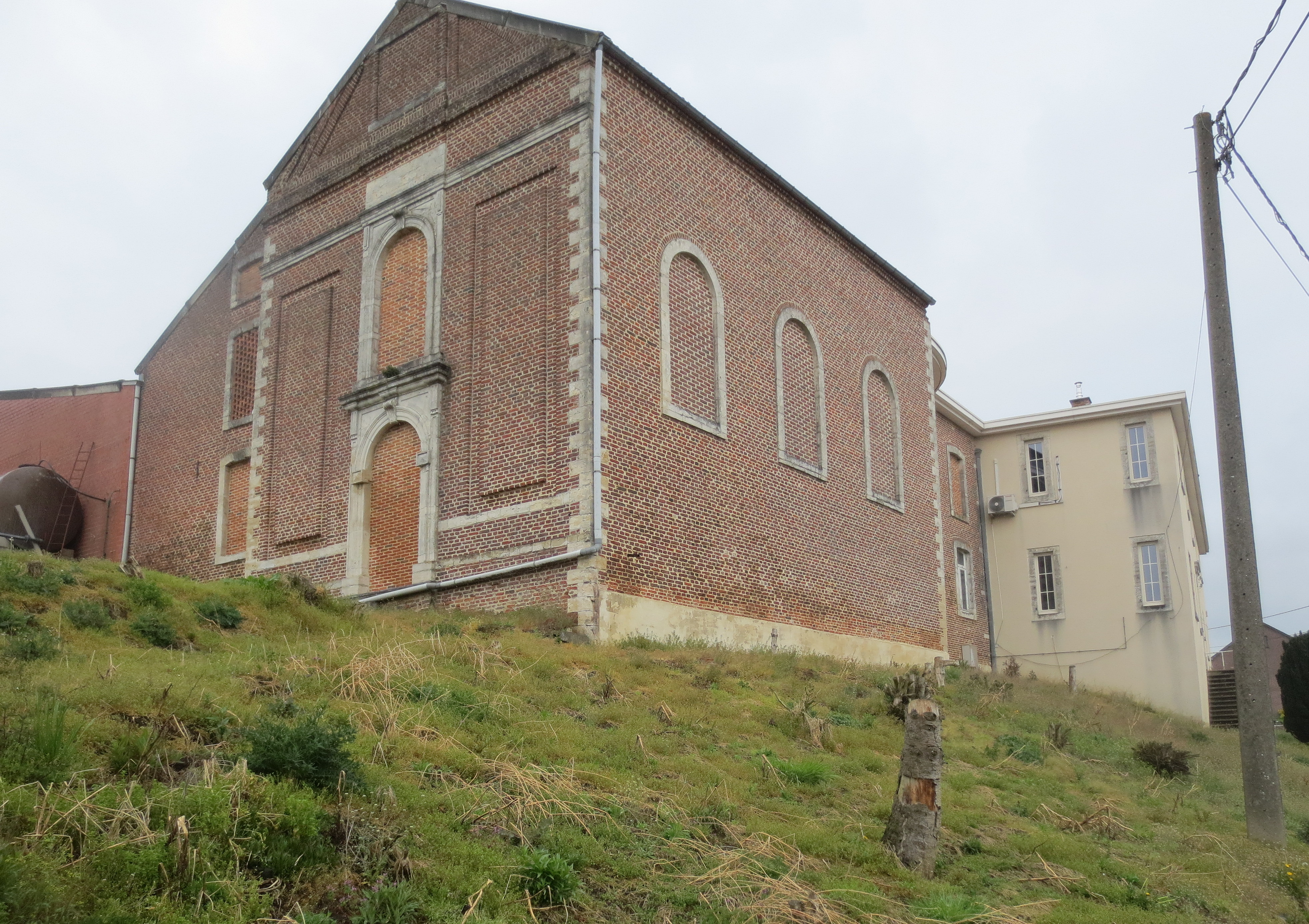

De Kluis van Reinrode (ook: Kluis van Reynrode) is een kluizenarij, gelegen aan Oude Leuvensebaan 2 te Loksbergen.

## Geschiedenis
Voor het eerst werd deze plaats vermeld in 1087, en wel als Renrode. Het was bezit van de Abdij van Sint-Truiden. De eerste kapel werd gebouwd in 1430 door de gebroeders Jan en Willem van der Bruggen, afkomstig van de priorij van Corsendonck. In 1558 werd ze vermeld als afhankelijk van de parochie van Donk. Tussen 1691 en 1694 kreeg ze statuten als: Hermitage des St. Cruys tot Reynroode. Deze kluizenarij werd bewoond door paters van de derde orde der geschoeide Karmelieten.
Van 1714-1720 werd het huidige klooster, en van 1794-1798 werd de kapel gebouwd. In 1798 werd de kluizenarij echter opgeheven en kwam in particuliere handen. Omstreeks 1900, en dit is na jaren van leegstand, werden de gebouwen omgevormd tot landbouwbedrijf. Een groot gezin kwam er wonen. Nu is het een groot fruitteeltbedrijf van een nazaat van deze familie. Er zou een geheime gang zijn naar Diest. En er bestaat een liefdesroman 'De Zot van de Kluis' over een man die hier werd opgesloten door de vader van zijn geliefde. Hij was niet zwakzinnig, maar de vereenzaming leidde wel naar zwakzinnigheid.

## Heden
Op het ogenblik bestaat de kluis uit een aantal gebouwen, gegroepeerd rond een vierkante binnenplaats. Een oude zonnewijzer is nog aanwezig. De westelijke en zuidelijke vleugel dateren uit begin 18e eeuw (bouw klooster), en de oostvleugel is uit de 2e helft van de 18e eeuw. Er werden in later tijd diverse wijzigingen aangebracht.
De kapel, in classicistische stijl, is in gebruik als koelkamer voor fruit, maar de buitenzijde bleef bewaard. Er vertrekt een holle weg vanaf de Kluis.